# 家庭教師のおねえさん
『家庭教師のおねえさん 〜Hの偏差値あげちゃいます〜』（かていきょうしのおねえさん エッチのへんさちあげちゃいます）は、2005年4月28日にアトリエかぐやより発売された18禁恋愛アドベンチャーゲーム。及び、それを原作として2007年4月27日に発売されたピンクパイナップルのアダルトアニメ。

## 概要
アトリエかぐやの第20作。初回版は発売から半年以上も後にモザイク処理の不備を問題視されて回収指示を受け、後に修正版が発売された。
夏休み中に4人の女性家庭教師と同居しながら、勉強とHなレッスンを受けることになる。ゲーム内の期間は7月23日から始まり、実質的には夏休みの終わる8月後半まで。舞台は、基本的に自宅内が中心。

## あらすじ
ごく普通の学生・佐倉透也は、夏休み中に小野寺理央、秋月沙良、汐乃渚、雨宮天音ら4人の女性家庭教師と同居することになった。父が海外出張へ行ってしまったため、透也は4人と同居しながら、お姉さんだらけの夏季集中エロチカレッスンを受けていく。

## 登場人物
声優はゲーム版のもの（アダルトアニメ版はクレジット未表記な為不明）。
佐倉 透也（さくら とうや）
本作の主人公。成績が良くないため、父親によって家庭教師を付けられる。家族構成は父だけであり、母はいないことをストーリーの中で語っている。
アダルトアニメ版
沙良からは「本当に可愛い顔」理央からは「モテそうなルックス」と評される。電車から降りて対面した沙良のおっぱいに生唾を飲んだ事、授業中に沙良の爆乳に気を取られて集中できない事を見抜かれ、沙良に「おっぱい好きの透也くん」と言われている。また、沙良にパイズリで射精させられたことがきっかけでパイズリ好きとなる。
1話、2話と2の2話で精力剤を飲んでしまい、性交に及んだ際にペニスの大きさと精液の多さで家庭教師たちを驚かせていた。
小野寺 理央（おのでら りお）
声 - 楠鈴音
国語教師。おっちょこちょいな女子大生。髪の色は赤色。髪型はロングヘア。黒いスーツを着ている。
私服は白のワンピース。
身長162cm、体重53kg、スリーサイズはB85・W53・H86。胸が小さいことを気にしている。
電車内の事故の所為で帰宅途中の透也を痴漢と断定し、偶然同じ車両に乗り合わせていた沙良によって誤解が解かれている。
大学卒業後の進路は小学校教師であり、教育を含めた物事を難しく考えてしまうこともしばしば。トラブルになると、不器用な言動が目立つ。佐倉家に同居する前に住んでいた家は築100年のアパートだったため既に老朽化しており、崩壊してしまった。怪談話は苦手。
アダルトアニメ版
初登場時では電車が揺れた拍子に透也に押し倒されてしまい、誤解が解けた以降も透也を男として意識するようになる。
Lesson1
メインヒロインとして登場。開始当日の夜にお風呂で透也と鉢合わせしてしまい、透也が性欲を抑えきれず自分の入浴を覗きに来たのだと勘違いしてしまう。そのあと透也の好奇心と性欲を抑える名目で彼をお風呂に招き、自分の身体で女性器の解説をしているうちにシックスナインに移行する。
Lesson2
渚の部屋を訪れた際に、渚が透也にフェラチオしているのを目の当たりにしたことで、透也が他の家庭教師と肉体関係があることを知り、ショックのあまり自室に籠って泣き出してしまう。後を追ってきた透也の弁明と告白を聞いて和解し、避妊具なしのセックスに発展したことで透也と恋人同士になる。後日談で授業中にもかかわらず押し掛けてきた渚を叱り、沙良に誘惑され、天音にアプローチされる透也を叱責する。
アダルトアニメ版「2」
Instruct.1
冒頭でピンクの下着を着て登場し、アイスを舐めていた。振り返りの際は透也も胸が大きいほうが好みなのだろうかと考えるも、沙良にフォローされる。後日の夜に透也の部屋を訪れ、透也に沙良が持っていたローターを一緒に使ってみたいと話し、ローターを用いながらシックスナインに発展。透也が射精した直後に透也の部屋に沙良が入ってくると、勝手にローターを使ったペナルティとして、透也と二人で裸のまま授業をさせられる。
Instruct.2
透也の家のバルコニーでスクール水着を着て日光浴をしていた。

秋月 沙良（あきづき さら）
声 - 天天
とってもエッチでとっても優しいセクシー悩殺天然系の英語教師。髪の色は茶色。赤い口紅をつけており、胸の谷間を強調するようなデザインのオレンジ色のベアトップを着ている。4人の家庭教師の中で最も高身長且つ胸が大きい。
身長172cm、体重63kg、スリーサイズはB98・W58・H92。透也に「ボインボイン」、巨乳の渚にさえ「ロケットおっぱい」と称される爆乳が特徴で、一挙一動の度に揺れて透也を興奮させてしまう程の大きさとマシュマロのような極上の感触を誇る。
電車内で帰宅途中の透也と偶然居合わせており、理央による冤罪を弁解し、透也の窮地を救った。またこの時点で透也を一目見て気に入っている。天然な性格であり、佐倉家に入り、初対面の天音を透也の父親と間違えたほど。
家庭教師の中でいち早く透也と肉体関係を結び、奉仕をした後で勉強の続きをやらせたりするなどサディストなところもある他、一度のセックスで透也に何度も射精を強要するなど、性欲や性知識も他の家庭教師より豊富。特に極上の感触と大きさを併せ持つ爆乳を活かしたパイズリは驚異的なテクニックを誇り、透也を連続で大量の射精に導き骨抜きにしてみせている。
佐倉家に同居する前に住んでいた家は、仕事中にガス爆発が起こり自宅に火が燃え移り火事になってしまい、消失してしまっている。沙良ルートではその後に、実篤により住居を手配されている。
アダルトアニメ版
ゲーム版以上に爆乳にスポットを当てられており、爆乳がコミカルな効果音付きでアップになるシーンが数回挿入される他、セックスシーンにおいても揺れる爆乳の描写に注力されている。ゲーム版では見られなかったストラップレスのフロントホックタイプのブラを着用していて、赤いハイヒールを履いていると思われる。
Lesson1
登場時早々に、満員電車内の突然の揺れでよろけた透也に胸の谷間に顔を突っ込まれるハプニングに遭う。降車後、透也を「本当に可愛い顔」と評し顔を撫でて自身の胸をアピールしており透也を気に入っている。授業開始当日から胸の谷間や尻を見せつけて誘惑し、ゲーム版同様に家庭教師の中で真っ先に肉体関係を結ぶ。
授業中におっぱいに気を取られて集中できない透也のおっぱい好きを看破し、自身のパンツ姿を見て興奮した透也の性器を愛撫する。その後、透也を押し倒し目の前で徐に脱衣し曝け出した爆乳に見惚れている透也の顔にぱふぱふの様におっぱいを擦り付け、極限まで興奮させた状態でズボンを脱がし半ば強引にパイズリを行なう。生まれて初めてのパイズリの快感に顔を綻ばせる初々しい透也を沙良が時折亀頭へのフェラチオを交えながら愛おしむ構図は、次第によがり声を上げ腰を震わせる透也を、沙良が呼吸を乱しながらラストスパートをかける様に一心不乱に爆乳で責め立てる激しいパイズリとなり、ものの1分強で沙良も驚いて悲鳴を上げて仰け反った拍子に尻餅をつくほどの盛大な射精に導いた。爆乳を駆使した奉仕で骨抜きにされた透也を尻目に、自分の顔や胸に大量に付着した精液を指で掬って口に含み、これで透也が授業に集中できると優しい微笑みを浮かべた。
Lesson2
物語開始と同時に猛暑を建前に白いビキニ姿で登場し、ブラから零れそうな爆乳に生唾を飲む透也を余所に授業を開始。前回のパイズリで味を占めたかのように、汗の滴る爆乳を眼前に近付けたり、透也の腕に押し当てるなどして誘惑する。興奮した透也に自身も顔を紅潮させて授業そっちのけで性処理を申し出る。
前回の授業より大きくなった透也の性器にパイズリやキスに加え亀頭に乳首を擦り付けて、自慰行為を交えながらのフェラチオを経て騎乗位のセックスへと移行する。爆乳を盛大に揺らしながらも抜群のテクニックで透也を翻弄、沙良の一方的なリードで透也に何もさせないまま避妊具無しで膣内射精させ、透也と共に絶頂に至る。最後は透也の集中力を鍛える名目で始まった肉体関係が真の愛情で結ばれたことを示唆するように、放置された教科書と、膣内から大量に逆流した精液、二人の愛を確かめ合うような深いディープキスシーンが映し出される。その後も、理央の前で見せつけるように透也に自分の胸を触らせて誘惑する。
アダルトアニメ版「2」
Instruct.1
冒頭では紫のネグリジェを着ており、リビングで他の三人と一緒にアイスを食べていた。
「Lesson2」における授業中の誘惑行為について「内心は緊張したが、可愛さのあまり興奮してついパイズリを決意した」と語っている。また、理央が自身の胸の大きさを沙良と比較して落ち込んだ際には励ます様子も見せた。透也と理央がシックスナインをしていた時に理央の部屋に入り、理央に全裸で椅子に座らせたうえで、ローターを自身のアナルに入れた状態で透也にクンニリングスをさせる。
Instruct.2
他の教師と共に佐倉邸のバルコニーにて日光浴を行う中、沙良だけ全裸になり、性器を外部に見せつけるように開脚するなど大胆な行動に出る。渚が透也に精力剤を飲ませてセックスに興じているのを理央、天音とともに聞きつけ、透也の精液の量に驚愕した。
汐乃 渚（しおの なぎさ）
声 - かわしまりの
数学教師。サバけたノリの良い女子大生。髪の色は茶色。髪型はショートヘアー。
身長168cm、体重59kg、スリーサイズはB90・W55・H88。沙良に次ぐ張りのある巨乳の持ち主。
透也の家庭教師になる前に過去に一度、女の子の家庭教師をした経験がある。本人曰く「昔から数学だけは得意」と自負しているがそれ以外の教科は芳しくないらしい。
プロレス（観戦・実践ともに）が趣味でプロレス観戦に夢中になると熱くなり、無意識のうちに透也にプロレス技を掛けてしまうほど。料理の腕は悪く、透也がその料理を口にした途端病院送りになった。
アダルトアニメ版
初登場時では、満員電車が揺れた拍子に透也に胸を触られてしまい、透也を痴漢と勘違いして詰問しようとした。靴はスニーカーを履いていると思われる。
Lesson1
沙良同様に当初から透也に興味津々であり、1話では授業に集中できない透也に業を煮やし、競泳水着に着替えて不正解のペナルティとしてプロレス技をかける。なおも不正解を重ねる透也にプロレス技をかけて叱責するも、自分の胸に彼の足や体が密着し、勃起したのを見て「渚お姉さんのナイスバディは刺激が強すぎたかな」と興奮したのを察してそのまま競泳水着を脱ぎ、セックスに発展する。「避妊具を用意してなかったから」という理由で膣外に射精させた後に透也の精液の量に驚くもののすぐに彼をフォローし、口づけを交わした。
Lesson1
2話では透也が天音に自慰を強要させられているところに、裸にワイシャツ、下は下着のみという服装で乱入し、男性経験の無い天音をからかって透也とセックスするよう差し向ける。透也には避妊具を渡して天音とのセックスを傍観するも、その最中に自らも興奮して自慰行為に耽る。天音のセックスを見届けた後、透也を自室に招いてフェラチオし、それを理央に見られてしまう。透也が理央と結ばれた後も、透也をプールに行こうと誘うも、理央に嫉妬され、誘惑しないように言われてしまう。
アダルトアニメ版「2」
Instruct.1
冒頭では白と黒の下着を着てリビングでくつろいでおり、他の三人とアイスを食べていた。透也が去った後、天音の胸に垂れたアイスを舐め取り、彼女を欲情させる。その夜天音の部屋を訪れるも、フェラを終えた天音に誤魔化されてそのまま部屋を立ち去った
Instruct.2
冒頭では透也宅のバルコニーで上半身は裸、下は黄色と白の縞のビキニパンツという格好で、理央たちと一緒に日光浴をしていた。
Instruct.1で他の三人が透也と性行為に励んだことに焦りのような感情を見せながらシャワーを浴びているところに届いた透也の父から届いた精力剤を、透也に飲ませてセックスを楽しもうと計画する。
雨宮 天音（あまみや あまね）
声 - 大波こなみ
生物教師。「入ることですら難しい」と言われている海凌院大学の院生。髪の色は赤紫で髪型は前髪が長く、右目が隠れている。
身長160cm、体重50kg、スリーサイズはB79・W52・H84。性格はぶっきらぼうで几帳面、なおかつシャイ。
担当教科が生物なのは大学で生物を専攻していたため。授業のスタイルは他の3人と違い基礎から教えるのではなく、ぶっつけ本番で小テストをやらせていくという、半ばスパルタ方式。
ある日、天音が前の自宅に帰宅したときに透也の父親に荷物を勝手に佐倉家に移動され、その家に残された手紙を頼りに佐倉家を辿った。自身の部屋は意外とファンシーな雰囲気であり、ぬいぐるみがいくつか置いてある。その中では「ニャーたん」がお気に入り。
胸が小さいことを気にしている。怖がりでもあり怪談話は苦手。原付の免許を持つ。料理は上手い。
いつも強がりな言動を取っているが、素は処女そのものであり、佐倉家に住み込み始めの翌日の朝、トイレにて透也と事故同然に鉢合わせしてしまい、その拍子に放尿を見られた。
アダルトアニメ版
四人の中では最後に登場。他の三人と同様に透也の顔を知らず、実家に戻った彼を侵入者として訝しんだ。
Lesson1
透也や他の家庭教師たちとの会話はなかったが、透也とあって間もないある日、透也と渚のセックスを見てしまう。その様子をふしだらと蔑むも、それを見て興奮し、自慰行為をした後にセックスに興味を持つ。
Lesson2
沙良との交尾で授業に遅れた透也を叱責し、テストをさせたまま自分は眠ってしまうが、その際に脚を広げて下着をさらけ出す。その姿を透也にオカズにされたことを知ると激怒して、透也を全裸にしたうえで手錠で拘束し、報復として自分の前で射精させようとする。その際コスプレをして透也を興奮させようと試みるが、一連の流れを渚に見られ、やり口を諌められたのちに男性経験のなさをからかわれる。渚の挑発に乗り透也と避妊具を着けたセックスに臨むも処女膜が破れたことから、自身が処女であることを知られてしまう。その後刺激にも慣れたところで渚からセックスの感想を求められるも返答を拒否、罰として答えるまでセックスを中断させられてしまう。堪りかねて続行を懇願すると快楽に身をゆだね、最後は後背位からオーガズムに達すると同時に透也の精液を背中に浴びる。その後は透也と打ち解けたようで、理央の授業中にコスプレ姿を見せに来ている。
アダルトアニメ版「2」
Instruct.1
Instruct.2

佐倉 実篤（さくら さねあつ）
透也の父。職業は不明。海外での出張が多く家にいないことが多々ある。上記の4人の家庭教師を雇った張本人であり、親戚などからも相談されて4人とも家庭教師の依頼を引き受けたとのこと。家庭教師4人を主人公と対面させた次の日、1ヶ月の海外出張に行ってしまう。
奇想天外かつ型破りな人物であり、天音の自宅から住居侵入に触れるほど荷物を勝手に自宅に移動したり、沙良ルートに進むと新しい住所の手配を済ませていたりする。

## アダルトアニメ
2007年にピンクパイナップルより、『家庭教師のおねえさん THE ANIMATION 〜Hの偏差値あげちゃいます〜』のタイトルで発売された。DVD全2巻。各巻40分。初回限定版には、同一内容のUMD-Video版が同梱されている。その後2010年10月から新シリーズが発売された。

### 各巻タイトル
家庭教師のおねえさん
- Lesson1 初レッスンはいきなりドキドキクライマックス!?（2007年4月27日発売）
- Lesson2 セカンドレッスンはドキドキギンギン! コスプレ授業!?（2007年7月27日発売）

家庭教師のおねえさん2（セカンド）
- Instruct.1 もっとエッチなこと教えてあげる♪（2010年10月22日発売）
- Instruct.2 どんなことでも教えてあげる☆   （2011年1月28日発売）

### スタッフ
- 原作 - アトリエかぐや
- 監督 - ひぐちよしたか
- アニメーションキャラクター - 石原恵
- 作画監督 - 北村友幸
- 美術監督 - 佐藤ヒロム
- プロデューサー - 織賀進
- 制作 - フレーバーズ・ソフト
- 製作 - ピンクパイナップル